# Ziua Unității Germane

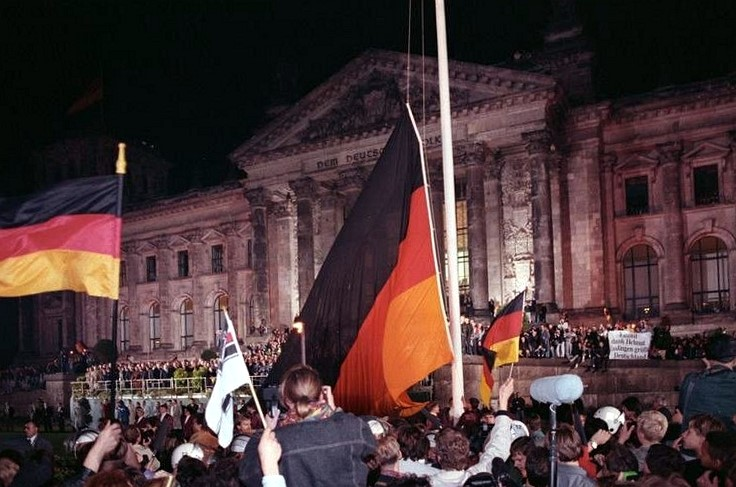
Prima sǎrbǎtorire a Zile Unificǎrii la Berlin (3 octombrie 1990)

Ziua Unității Germane (germană Tag der Deutschen Einheit) este ziua de 3 octombrie, aceasta fiind sărbătoarea națională a Republicii Federale Germania, care a fost adoptată după reunificarea politică, legislativă, teritorială și administrativă a Germaniei, petrecută integral la 3 octombrie 1990. Prima dată această zi a fost sărbătorită imediat după unire, la 3 octombrie 1990. 
O altă posibilitate de a sărbători această reunificare ar fi fost ziua căderii Zidului Berlinului, 9 noiembrie 1989, care coincide cu fondarea primei republici germane reale, Republica de la Weimar, în 1918, precum și cu înfrângerea lui Hitler în prima încercare a sa de  lovitură de stat - așa numitul puci al berii din 1923. În același timp, tot la 9 noiembrie, în 1938, a avut loc și „Noaptea pogromului din noiembrie” al statului nazist îndreptat împotriva evreilor din Germania, cunoscută în germană și drept Reichskristallnacht. Totuși, ideea zilei căderii Zidului Berlinului a fost abandonată în favoarea mult mai neutrei zile de 3 octombrie. 
Înaintea reunificării celor două Germanii, în Germania de Vest Ziua Unității Germane fusese sărbătorită în ziua de 17 iunie, ca un omagiu adus zilei revoltei muncitorilor est-germani din 1953 (în mare parte datorată înrăutățirii condițiilor de muncă prin creșterea numărului de ore, dar fără compensare materială). Această revoltă a fost înăbușită cu ajutor sovietic. 